# Delle Alpi
Stadio delle Alpi ili samo Delle Alpi je bio nogometni stadion u Torinu, Italija. Na njemu su od 1990. do 2006. igrala dva torinska nogometna kluba, Juventus i Torino. U prijevodu na hrvatski ime stadiona bi značilo stadion Alpa, a tako je dobio ime jer sam grad Torino gleda na Alpe.
Stadion je 2006. godine i službeno zatvoren, a 2009. godine je u potpunosti srušen te se na njemu počeo graditi novi stadion, Juventus Stadium, a on je dovršen 2011. godine. Iste godine kada je Delle Alpi zatvoren, Juventus i Torino preselili su se na Olimpico koji je te 2006. preuređen radi zimskih olimpijskih igara.
Delle Alpi je 1990. godine otvorio svoja vrata prije početka svjetskog prvenstva 1990. u nogometu zbog kojega je novi stadion i izgrađen. Originalno, kapacitet je bio 69.041, ali zbog zahtjeva FIFA-e zbog sigurnosti je kapacitet smanjen na 67,229 sjedećih mjesta. Mnogi su bili nezadovoljni velikom udaljenosti tribina od terena te atletskom stazom koja je okruživala stadion, te je tako odlučeno da se izgradi novi stadion koji će biti pristupačniji svima i koji će navijačima pružati bolji osjećaj gledanja utakmice.
Torino je nakon izgradnje novog Juventus Stadiuma ostao igrati na Olimpicu, a Juventus je postao prvi klub u Italiji sa stadionom koji je u potpunom vlasništvu kluba, za razliku od ostalih koje posjeduju gradovi.

## Posjećenost
Najviša posjećenost na Delle Alpiju bila je 66.299 gledatelja i to tijekom polufinalne utakmice Lige prvaka između Juventusa i Real Madrida, 14. svibnja 2003.
Tijekom svjetskog prvenstva 1990. Delle Alpi je ugostio nezaboravnu utakmicu drugog kola između Argentine i Brazila te polufinalnu utakmicu između Njemačke i Engleske. Na obje utakmice posjećenost je bila preko 60.000.
Na Delle Alpiju bilo je više uzroka loše gledanosti. Što se tiče Juventusa, za njega je vrijedilo pravilo da većina navijača dolazi iz drugih krajeva Italije te zbog malog broja navijača u samome Torinu je i lošija gledanost. No glavni i najveći problem loše gledanosti koji je mučio oba kluba bila je prevelika udaljenost tribina od terena, a loša vidljivost kulminirala je u sezoni 2001./02. kada je na utakmici između Juventusa i Sampdorije bilo samo 237 gledatelja.
| Sezona    | Prosječna gledanost utakmica Juventusa | Prosječna gledanost utakmica Torina | Trofeji Juventusa                                                    | Trofeji Torina |
| --------- | -------------------------------------- | ----------------------------------- | -------------------------------------------------------------------- | -------------- |
| 1990./91. | 43,114                                 | 33,990                              |                                                                      |                |
| 1991./92. | 51,832                                 | 35,364                              |                                                                      |                |
| 1992./93. | 45,868                                 | 26,814                              | Kup UEFA                                                             | Coppa Italia   |
| 1993./94. | 44,520                                 | 26,130                              |                                                                      |                |
| 1994./95. | 47,866                                 | 22,205                              | Coppa Italia, Serie A                                                |                |
| 1995./96. | 41,946                                 | 20,284                              | UEFA Liga prvaka, Supercoppa Italiana                                |                |
| 1996./97. | 39,271                                 | 13,451                              | Serie A, UEFA Superkup, Interkontinentalni kup i Supercoppa Italiana |                |
| 1997./98. | 47,347                                 | 19,505                              | Serie A                                                              |                |
| 1998./99. | 47,164                                 | 19,627                              |                                                                      |                |
| 1999./00. | 42,229                                 | 21,857                              | UEFA Intertoto kup                                                   |                |
| 2000./01. | 41,273                                 | 17,077                              |                                                                      |                |
| 2001./02. | 40,687                                 | 19,002                              | Serie A, Supercoppa Italiana                                         |                |
| 2002./03. | 39,771                                 | 14,870                              | Serie A, Supercoppa Italiana                                         |                |
| 2003./04. | 34,365                                 | 9,831                               |                                                                      |                |
| 2004./05. | 26,429                                 | 10,003                              | Serie A                                                              |                |
| 2005./06. | 25,987                                 | 24,995                              | Serie A                                                              |                |

## Vanjske poveznice
Službena stranica Football Club Juventus